# Óscar Isaula
Óscar Ovidio Isaula Arguijo (Tegucigalpa, 9 novembre 1982) è un calciatore guatemalteco nato in El Salvador, attaccante del Deportivo Malacateco.

## Caratteristiche tecniche
È una punta centrale.

## Carriera

### Club
Comincia a giocare in El Salvador, al Motagua. Nel 2005 si trasferisce in Guatemala, al Deportivo Marquense. Nel gennaio 2008 passa al Deportivo Malacateco. Nell'estate 2008 viene acquistato dall'Aurora. Nel gennaio 2009 passa al Jalapa. Nell'estate 2009 si trasferisce allo Zacapa. Nel 2010 viene acquistato dal Deportivo Malacateco. Nel 2011 passa al CSD Municipal. Nel gennaio 2013 si trasferisce al Deportivo Malacateco. Nell'estate 2013 viene ceduto all'Heredia con cui disputa un'ottima stagione, in cui realizza 16 reti in 21 presenze. Nell'estate 2014 si trasferisce all'Antigua GFC. Nel 2016 torna per la quarta volta in carriera al Deportivo Malacateco.

### Nazionale
Debutta in Nazionale il 1º giugno 2011, nell'amichevole Guatemala-Venezuela (0-2). Ha partecipato alla Gold Cup 2011. Ha collezionato in totale, con la maglia della Nazionale guatemalteca, 3 presenze.

## Statistiche

### Cronologia presenze e reti in nazionale
| Cronologia completa delle presenze e delle reti in nazionale ― Guatemala | Cronologia completa delle presenze e delle reti in nazionale ― Guatemala | Cronologia completa delle presenze e delle reti in nazionale ― Guatemala | Cronologia completa delle presenze e delle reti in nazionale ― Guatemala | Cronologia completa delle presenze e delle reti in nazionale ― Guatemala | Cronologia completa delle presenze e delle reti in nazionale ― Guatemala | Cronologia completa delle presenze e delle reti in nazionale ― Guatemala | Cronologia completa delle presenze e delle reti in nazionale ― Guatemala |
| Data                                                                     | Città                                                                    | In casa                                                                  | Risultato                                                                | Ospiti                                                                   | Competizione                                                             | Reti                                                                     | Note                                                                     |
| ------------------------------------------------------------------------ | ------------------------------------------------------------------------ | ------------------------------------------------------------------------ | ------------------------------------------------------------------------ | ------------------------------------------------------------------------ | ------------------------------------------------------------------------ | ------------------------------------------------------------------------ | ------------------------------------------------------------------------ |
| 01-06-2011                                                               | Città del Guatemala                                                      | Guatemala                                                                | 0 – 2                                                                    | Venezuela                                                                | Amichevole                                                               | -                                                                        | 46’                                                                      |
| 10-06-2011                                                               | Miami                                                                    | Giamaica                                                                 | 2 – 0                                                                    | Guatemala                                                                | Gold Cup 2011                                                            | -                                                                        |                                                                          |
| 18-06-2011                                                               | East Rutherford                                                          | Messico                                                                  | 2 – 1                                                                    | Guatemala                                                                | Gold Cup 2011                                                            | -                                                                        | 70’                                                                      |
| Totale                                                                   |                                                                          | Presenze                                                                 | 3                                                                        |                                                                          | Reti                                                                     | 0                                                                        |                                                                          |

## Palmarès

### Club

#### Competizioni nazionali
- Liga Nacional de Fútbol de Guatemala: 3

Jalapa: 2009-2010
CSD Municipal: 2011-2012
Antigua GFC: 2015-2016